# Carrousel international du film de Rimouski
Pour les articles homonymes, voir Carrousel.
|  |

Le Carrousel international du film de Rimouski (CIFR) est un Festival annuel de cinéma jeunesse qui a lieu dans la ville de Rimouski au Québec (Canada). Le Carrousel a pour mission d’éveiller le public de tout âge au cinéma jeunesse international et ses nouveaux formats médiatiques émergents et de contribuer au développement et au rayonnement d’œuvres cinématographiques et numériques jeunesse inspirantes.

## Éducation
Le Carrousel s’engage à offrir des activités d’éducation à l’image à la jeunesse bas-laurentienne et, par la même occasion, à leur donner accès à un cinéma jeunesse international de qualité.

## Histoire
En septembre 1983 un groupe de Rimouskois organise une fin de semaine de cinéma pour les jeunes et rencontre deux professionnels qui travaillent sur le projet du film La guerre des tuques soit André Melançon, réalisateur, et Danyèle Patenaude [archive], scénariste. Ceux-ci acceptent d’animer des ateliers cinématographiques offerts en collaboration avec la commission scolaire La Neigette qui comprennent une journée d’atelier pour les jeunes et deux jours de projections de films. Depuis, le CIFR noue des relations avec de nouveaux partenaires et se développe au rythme des besoins de sa clientèle.
La programmation du Carrousel cible trois groupes d'âges soit les enfants, les adolescents et les jeunes adultes. Y sont présentés des longs et des courts métrages de fiction, de documentaire, d’animation et expérimental.

## Jurys et porte-paroles

### Jurys

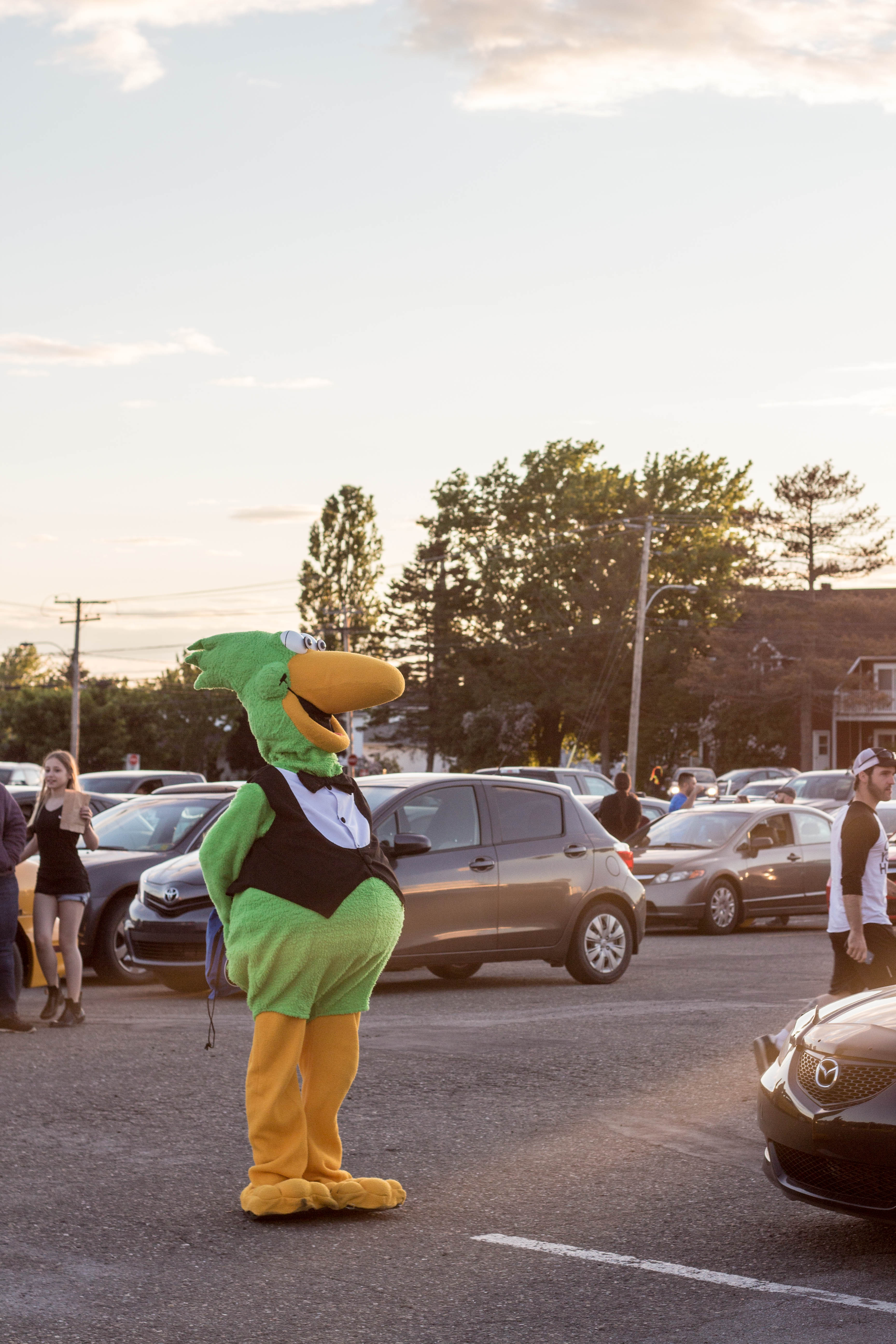
Carrou: La mascotte du Carrousel au Ciné-Parc du 21 juin 2018 à Rimouski

Les quatre jurys du Carrousel sont composés de jeunes de différents horizons âgés entre 12 et 25 ans et de professionnels du milieu de l’éducation et du milieu du cinéma. Les jurés sont choisis en fonction de différents critères dont leur intérêt pour le cinéma jeunesse et leur connaissance dans le domaine, ainsi que leur capacité à délibérer en équipe et à juger une œuvre cinématographique.
- Les jeunes qui composent le jury local proviennent de différentes écoles primaires de la région de Rimouski. Entre 5 et 7 jeunes âgés de 10 à 12 ans attribuent les prix du meilleur court métrage et du meilleur long métrage de la section Enfant.
- Le jury international est composé de cinq étudiants âgés entre 13 et 17 ans, venant du Québec, du Canada et de l’international. Il est présidé chaque année par un jeune acteur québécois. Il remet les prix du meilleur court-métrage et du meilleur long métrage de la catégorie Adolescent.
- Le jury jeune adulte, dont les cinq membres sont âgés entre 18 et 25 ans et viennent du Canada et de l’international, remet les prix du meilleur court-métrage et du meilleur long métrage de la catégorie Jeune Adulte.
- Le jury Melançon est composé de trois membres, dont un étudiant du Québec, un professionnel du milieu du cinéma et un professionnel du milieu de l’éducation. Ce jury décerne la bourse Carrousel-André-Melançon, soit le prix le plus prestigieux du Festival, a un réalisateur de la relève québécoise pour un court-métrage.

| Dates de l'évènement             | Édition     | Porte-parole du Carrousel                                                            | Président du jury international                      |
| -------------------------------- | ----------- | ------------------------------------------------------------------------------------ | ---------------------------------------------------- |
| 23 au 25 septembre 1983          | 1e édition  |                                                                                      |                                                      |
| 21 au 23 septembre 1984          | 2e édition  |                                                                                      |                                                      |
| 26 au 29 septembre 1985          | 3e édition  |                                                                                      |                                                      |
| 25 au 28 septembre 1986          | 4e édition  |                                                                                      |                                                      |
| 21 au 27 septembre 1987          | 5e édition  |                                                                                      | Geneviève Lenoir-Boulanger                           |
| 19 au 25 septembre 1988          | 6e édition  |                                                                                      |                                                      |
| 18 au 24 septembre 1989          | 7e édition  | Stella Goulet, François Aubry, Bernadette Renaud, Danyèle Patenaude et Hélène Parent | Alexandra London Thompson et Fanny Lauzier           |
| 14 au 23 septembre 1990          | 8e édition  |                                                                                      | Marie-Stéphane Gaudry et Kesnamelly Neff             |
| 22 au 29 septembre 1991          | 9e édition  | Ginette Reno                                                                         | Sarah-jeanne Salvy                                   |
| 20 au 27 septembre 1992          | 10e édition |                                                                                      | Guillaume Lemay-Thivierge et Vincent Lemay-Thivierge |
| 19 au 26 septembre 1993          | 11e édition |                                                                                      | Alexandra Laverdière                                 |
| 18 au 25 septembre 1994          | 12e édition |                                                                                      | Maxime collin                                        |
| 1995                             | 13e édition | Guillaume Lemay-Thivierge                                                            | Steve Gendron                                        |
| 22 au 29 septembre 1996          | 14e édition | Pauline Martin                                                                       | Pierre-Luc Brillant                                  |
| 21 au 28 septembre 1997          | 15e édition | Yvan Ponton                                                                          | Marie-France Monette                                 |
| 20 au 27 septembre 1998          | 16e édition | Yvan Ponton                                                                          | Marie-Claude Lefebvre                                |
| 19 au 26 septembre 1999          | 17e édition | Yvan Ponton                                                                          | Mélissa Dion                                         |
| 17 au 24 septembre 2000          | 18e édition | Yvan Ponton                                                                          | Bianca Gervais                                       |
| 16 au 23 septembre 2001          | 19e édition | Fanny Lauzier                                                                        | Jérôme Leclerc Couture                               |
| 15 au 22 septembre 2002          | 20e édition | Vincent Bolduc                                                                       | Laurence Dauphinais                                  |
| 21 au 28 septembre 2003          | 21e édition | Vincent Bolduc                                                                       | Felix-Antoine Despatie                               |
| 19 au 26 septembre 2004          | 22e édition | Katherine-Lune Rollet                                                                | Catherine Brunet                                     |
| 25 septembre au 2 octobre 2005   | 23e édition | Noémie Yelle                                                                         | Matthew Harbour                                      |
| 24 septembre au 1er octobre 2006 | 24e édition | Marianne Moisant                                                                     | Juliette Gosselin                                    |
| 23 au 30 septembre 2007          | 25e édition | André Melançon                                                                       | Laurent-Christophe de Ruelle                         |
| 28 septembre au 5 octobre 2008   | 26e édition | Frédéric Barbusci                                                                    | Maxime Desjardins-Tremblay                           |
| 26 septembre 4 octobre 2009      | 27e édition | Frédéric Barbusci                                                                    | Catherine Faucher                                    |
| 25 septembre au 3 octobre 2010   | 28e édition | Frédéric Barbusci                                                                    | Marianne Verville                                    |
| 25 septembre au 2 octobre 2011   | 29e édition | Frédéric Barbusci                                                                    | Felix de Carufel                                     |
| 23 au 30 septembre 2012          | 30e édition | Frédéric Barbusci                                                                    | Antoine Olivier Pilon                                |
| 22 au 29 septembre 2013          | 31e édition | Atchoum                                                                              | William Legault-Lacasse                              |
| 24 au 27 septembre 2014          | 32e édition | Chloé Robichaud                                                                      | Alice Morel-Michaud                                  |
| 21 au 25 septembre 2015          | 33e édition | Jean-Carl Boucher                                                                    | Louis-Philippe Beauchamp                             |
| 23 au 27 septembre 2016          | 34e édition | Marianne Verville, Léane Labrèche-Dor et Mickaël Gouin                               | Étienne Galloy                                       |
| 1er au 8 octobre 2017            | 35e édition | Marianne Verville, Léane Labrèche-Dor et Mickaël Gouin                               | Clifford Leduc-Vaillancourt                          |
| 30 septembre au 7 octobre 2018   | 36e édition |                                                                                      | Antoine Marchand-Gagnon                              |
| 30 mars au 5 avril 2020          | 37e édition |                                                                                      |                                                      |
| 22 au 28 mars 2021               | 38e édition | Étienne Galloy                                                                       |                                                      |
| 26 mars au 3 avril 2022          | 39e édition |                                                                                      |                                                      |
| 2 au 5 mars 2023                 | 40e édition |                                                                                      |                                                      |

Note : Pour la 37e édition les organisateurs du festival ont changé les dates de l’événement  de l'automne 2019 au printemps 2020. Ce changement de dates s’établit dans la nouvelle stratégie du Carrousel qui vise à rejoindre un plus grand public de cinéphiles, à créer des événements de diffusion échelonnés sur l’année.

## Prix

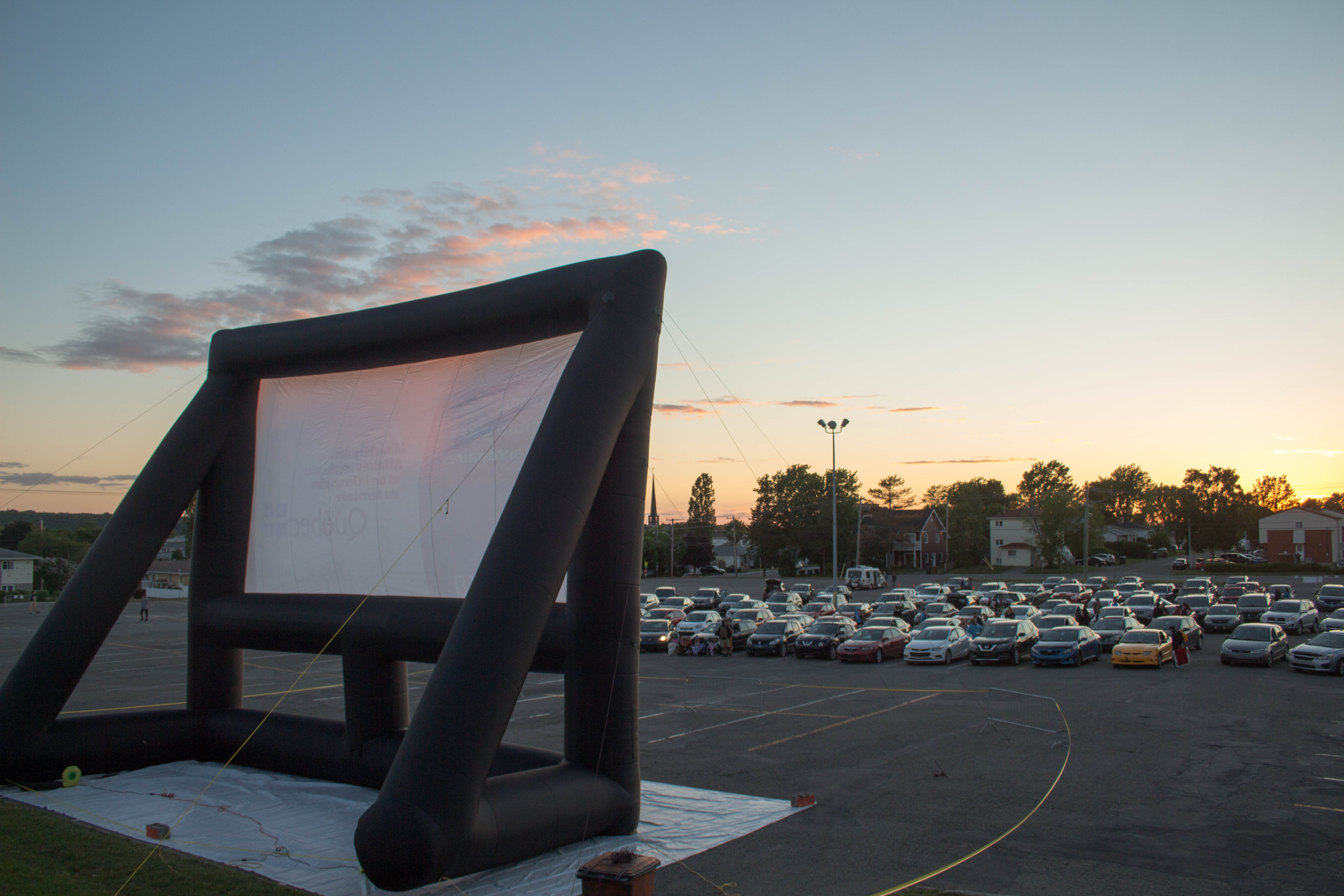
Ciné-Parc du Carrousel en date du 21 juin 2018 à Rimouski

- Long-métrage enfant
- Long-métrage ado
- Long-métrage jeune adulte
- Court-métrage enfant
- Court-métrage ado
- Court-métrage jeune adulte
- Bourse Carrousel-André-Melançon
- Prix du public

## Ciné-Parc
En 2012, l'équipe du Carrousel ajoute une projection en plein air à sa programmation. La programmation d'un Ciné-Parcs durant l'été a vu le jour en 2017. Ils ont lieu dans le stationnement du Colisée de Rimouski. De plus, en 2018, l'équipe du Carrousel a effectué une tournée avec le Ciné-Parc à travers plusieurs municipalités du Bas-Saint-Laurent.